# Peter Carington, 6. Baron Carrington

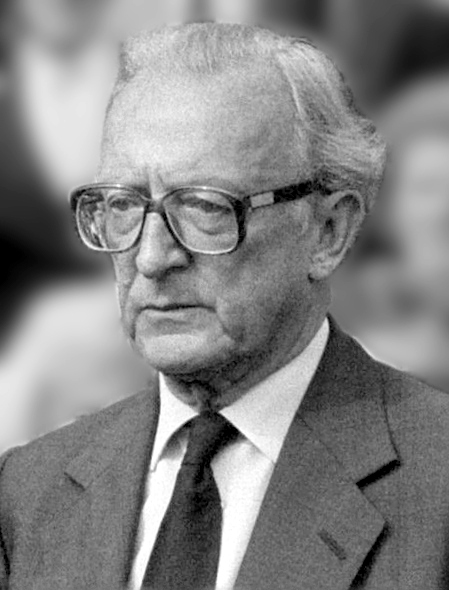
Peter Carington, 6. Baron Carrington (1984)

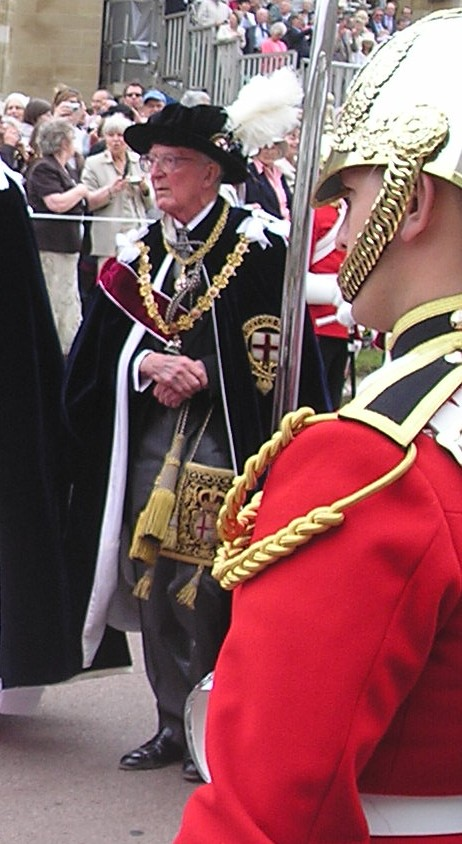
Peter Carington, 6. Baron Carrington in der Robe des Kanzlers des Hosenbandordens (2006)

Peter Alexander Rupert Carington, 6. Baron Carrington, KG, GCMG, CH, MC, PC (* 6. Juni 1919 in London, England; † 9. Juli 2018 ebenda) war ein britischer Politiker der Konservativen Partei. Er war insbesondere Erster Lord der Admiralität 1959, von 1979 bis 1982 britischer Außenminister sowie von 1984 bis 1988 Generalsekretär der NATO.

## Leben und Karriere

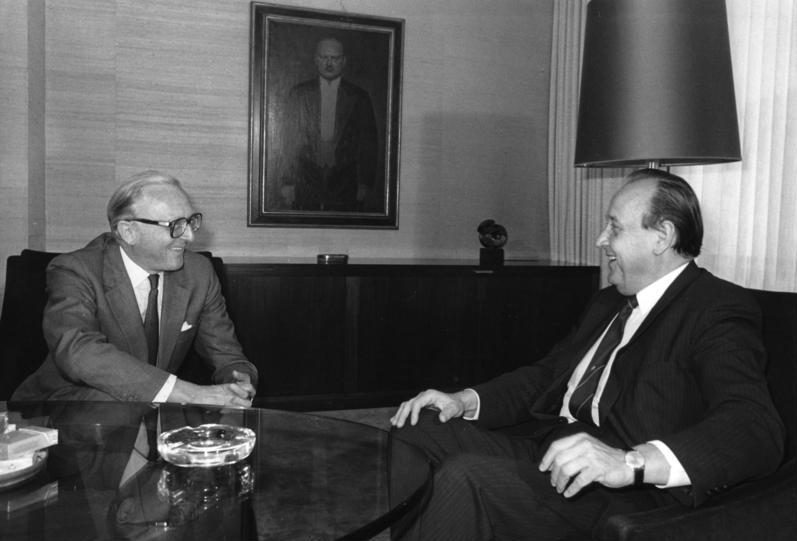
Lord Carrington 1984 im Gespräch mit Hans-Dietrich Genscher

Carington war der einzige Sohn des Rupert Carington, 5. Baron Carrington, aus dessen Ehe mit Hon. Sybil Colville, Tochter des 2. Viscount Colville of Culross. Er erhielt seine Ausbildung in Eton und Sandhurst. 1938 erbte er beim Tod seines Vaters dessen britischen Adelstitel als 6. Baron Carrington (of Upton) und dessen irischen Adelstitel als 6. Baron Carrington (of Bulcot Lodge). Nach Erreichen der Volljährigkeit 1940 konnte er den mit dem ersteren Titel verbundenen Sitz im britischen Oberhauses einnehmen. Im Zweiten Weltkrieg diente Carington als Major bei den Grenadier Guards und wurde mit dem Military Cross ausgezeichnet. 1942 heiratete er Iona McClean, mit der er zwei Töchter und einen Sohn hatte. Seine Frau starb im Juni 2009.
In den konservativen Regierungen von Winston Churchill (1951–1955) und Anthony Eden (1955–1957) diente er als parlamentarischer Staatssekretär im Landwirtschafts- und Ernährungsministerium (1951–1954) und im Verteidigungsministerium (1954–1956). 1956 wurde er zum High Commissioner for Australia (Botschafter) ernannt und behielt diesen Posten bis 1959. 
Von 1959 bis 1963 war Carington Erster Lord der Admiralität, danach bis 1964 Minister ohne Geschäftsbereich sowie Leader of the House of Lords. In den Jahren 1964 bis 1970 war er Oppositionsführer im Oberhaus. Unter der konservativen Regierung Edward Heaths (1970–1974) war er zunächst Verteidigungsminister sowie 1974 kurzzeitig Energieminister. Außerdem hielt er zwischen 1972 und 1974 die Position des Vorsitzenden (Chairman) der Konservativen Partei. Unter den Labour-Regierungen 1974–1979 war er erneut Oppositionsführer im Oberhaus.
In der ersten Regierung Thatcher erhielt Carington 1979 das Amt des Außenministers. Er war Gastgeber der Rhodesienkonferenz von 1979, die zum Abschluss des Lancaster-House-Abkommens und zur Beendigung des anhaltend blutigen Rhodesienkonflikts führte. Anschließend wandte er sich dem Nahen Osten zu und suchte hier nach verhandelbaren Lösungen für die dort noch anstehenden Probleme aus der früheren Kolonialpolitik Großbritanniens. Obwohl selbst nicht direkt verantwortlich, übernahm er im April 1982 nach der argentinischen Invasion der Falklandinseln die Verantwortung für die begangenen Fehler im Außenministerium und trat zurück, was das Ende seiner Regierungskarriere bedeutete. Sein Nachfolger wurde Francis Pym. Am 25. Juni 1984 wurde er zum Generalsekretär der NATO ernannt und blieb dies bis zum 1. Juli 1988. In dieser Zeit setzte er sich besonders für die Herstellung „normaler“ Beziehungen zur UdSSR ein. 1991 bis 1992 war er Verhandlungsführer der EG-Friedenskonferenz für den Balkan. Dabei ging es vor allem um Verhandlungen für eine friedliche Auflösung Jugoslawiens und die Minderung der dort bestehenden Konflikte.
Neben verschiedenen Vorstandsmitgliedschaften war Carington Vorstandsvorsitzender bzw. Generaldirektor bei mehreren Unternehmen, darunter Christie’s, Barclays Bank, Cadbury Schweppes und Daily Telegraph. Außerdem war er von 1989 bis 1999 Vorsitzender der Bilderberg-Konferenz und seit 1992 Rektor der University of Reading. Am 17. November 1999 wurde ihm zusätzlich zu seinen erblichen Adelstiteln eine Life Peerage mit dem Titel Baron Carington of Upton, of Upton in the County of Nottinghamshire, verliehen. Er behielt dadurch seinen Sitz im House of Lords auch nach der Abschaffung erblicher Parlamentssitze durch den House of Lords Act 1999. Er war nach dem Tod von George Jellicoe, 2. Earl Jellicoe das dienstälteste Mitglied im House of Lords und saß nach dem Duke of Edinburgh am zweitlängsten im Privy Council. 1988 veröffentlichte er seine Memoiren unter dem Titel „Reflect on Things Past“.
Carington war bis zum 17. Oktober 2012 Kanzler des Hosenbandordens. 
Er starb am 9. Juli 2018 im Alter von 99 Jahren. Zum Zeitpunkt seines Todes war Lord Carrington das letzte noch lebende Mitglied der Churchill-Regierung. In einem Nachruf bezeichnete die Tageszeitung The Guardian ihn als „einen der herausragenden Staatsmänner der Nachkriegszeit“ und hob besonders seine Integrität und sein diplomatisches Geschick hervor. Carringtons früherer Ministerkollege Michael Heseltine nannte ihn einen „großen Patrioten“, der die „Essenz des One-Nation-Konservatismus“ verkörpert habe.
Aus seiner 1942 geschlossenen Ehe mit Iona Ellen McClean († 2009) hinterließ er zwei Töchter und einen Sohn:
- Hon. Alexandra Carington (* 1943) ⚭ 1965 Peter Noel de Bunsen;
- Hon. Virginia Carington (* 1946) ⚭ 1973–1979 Henry Cubitt, 4. Baron Ashcombe;
- Rupert Francis John Carington, 7. Baron Carrington of Upton (* 1948) ⚭ 1989 Daniela Diotallevi.

## Mitgliedschaften, Orden und Ehrenzeichen (Auswahl)
- Military Cross (MC), 1945
- Privy Counsellor (PC), 1959
- Companion of Honour (CH), 1983

Wappen des Peter Carington, 6. Baron Carrington

- Knight Companion des Hosenbandordens (KG), 1985
- Presidential Medal of Freedom, 1988
- Knight Grand Cross des Order of St. Michael and St. George (GCMG), 1988
- Mitglied der American Academy of Arts and Sciences, 1990
- Four Freedoms Award, in der Kategorie Freiheit von Furcht, 1992

## Ehrendoktorwürden
- University of Cambridge (LL.D) 1981.[5]
- University of Essex (Doctor of the University) 1983.[6]
- University of Reading (Doctor of Letters) im Dezember 1989.[7][8]
- Harvard University (LLD) 1986.[9]
- University of Nottingham (LLD) 1993.
- University of Newcastle upon Tyne (Doctor of Civil Law) 14. Dezember 1998.[10]
- University of Oxford (Doctor of Civil Law) 21. November 2003.

## Anmerkung
Der Nachname, den die Familie 1839 anstelle von Smith angenommen hat, wird ebenso wie der Titel der Life Peerage mit einem r geschrieben, während der erbliche Titel mit rr geschrieben wird.